# Manteltransitiezone

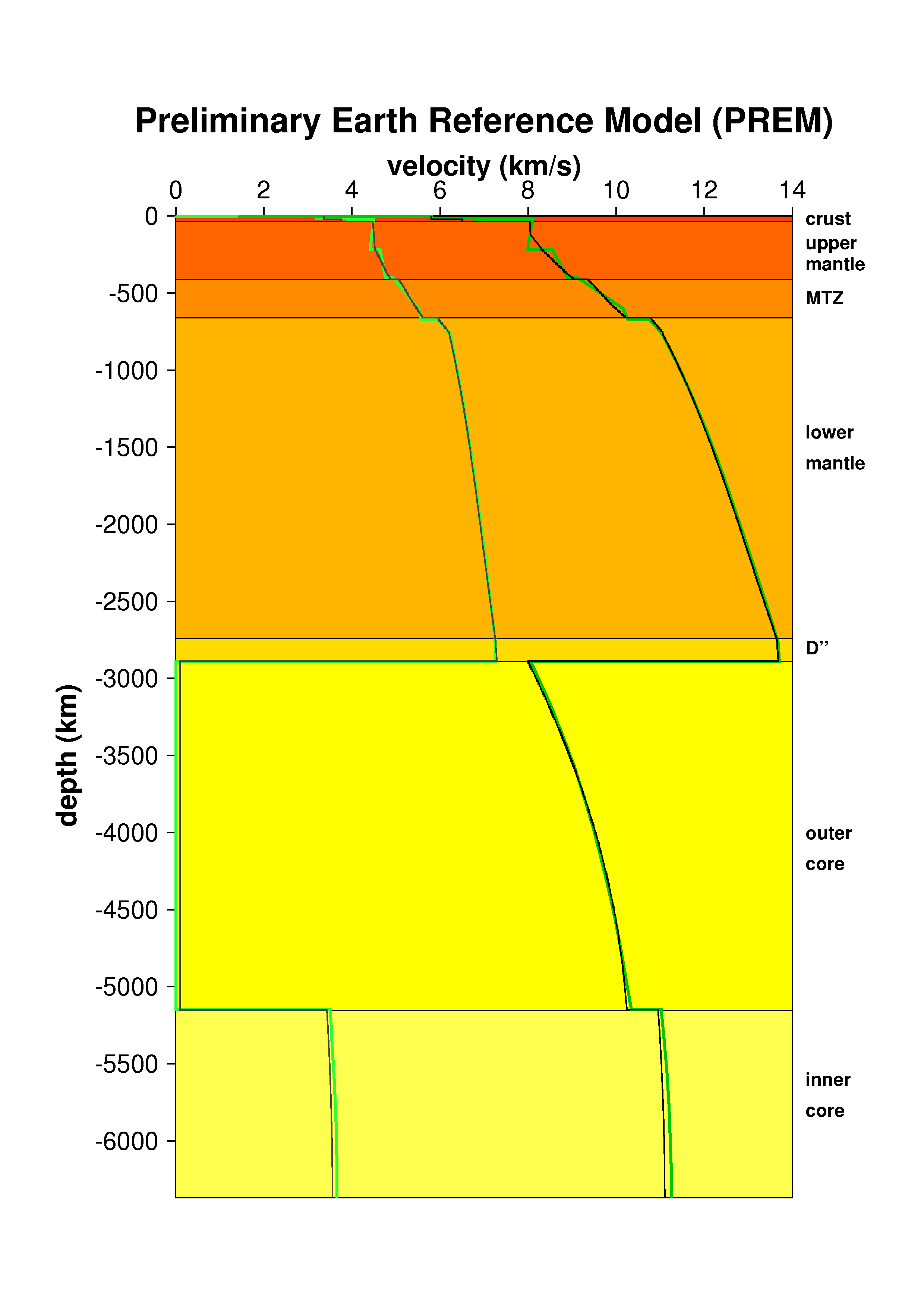
De manteltransitiezone is in eendimensionale modellen van seismische snelheden binnenin de Aarde, zoals in het afgebeelde PREM, een zone met snel toenemende snelheden. De manteltransitiezone is gemarkeerd met "MTZ".

De manteltransitiezone (kortweg transitiezone, Engels: Mantle Transition Zone, afgekort MTZ) is een zone tussen ongeveer 410 en 670 km diepte in het binnenste van de Aarde waar de toename van seismische snelheden met de diepte groot is. Deze toename wordt veroorzaakt door faseovergangen in de belangrijkste mineralen waaruit de mantel is opgebouwd. De mineralen nemen dichtere kristalstructuren aan bij grotere druk.
De manteltransitiezone vormt de scheiding tussen de bovenmantel en de ondermantel. Sommige geofysische modellen voorspellen dat de transitiezone een barrière vormt voor convectiestroming door de mantel, zodat tussen de onder- en bovenmantel geen of minder uitwisseling van materie plaatsvindt.

## Ontdekking
De seismoloog Keith Edward Bullen definieerde de transitiezone als een laag van 400 tot 1000 km diepte waar seismische snelheden snel toenemen in zijn model van de opbouw van de Aarde. In de jaren zestig werd duidelijk dat de overgang in snelheid niet geleidelijk plaatsvindt maar in discontinue stappen, zogenaamde seismische discontinuïteiten.
De Repettidiscontinuïteit op ongeveer 1000 km diepte werd lang als de onderkant van de transitiezone beschouwd, soms komt dit tegenwoordig nog steeds in literatuur voor.

## Eigenschappen
De vermoedelijke oorzaken van de seismische discontinuïteiten in de transitiezone zijn fase-overgangen in de belangrijkste mineralen waaruit de mantel is opgebouwd.
Het belangrijkste van deze mineralen is olivijn. Fase-overgangen vinden plaats als gevolg van de steeds grotere lithostatische druk op grotere diepte. Rond de 410 km diepte gaat olivijn over van een α-olivijnstructuur (voornamelijk forsteriet) naar een β-spinelstructuur (wadsleyiet). Rond de 520 km diepte gaat deze β-spinelstructuur over in een γ-spinelstructuur (ringwoodiet) en rond de 660 km diepte in een perovskietstructuur.
Een ander belangrijk mineraal is granaat, dat tussen ongeveer 610 en 660 km diepte geleidelijk overgaat van majoriet naar een ilmenietstructuur. Op 720 km diepte, net onder de manteltransitiezone, gaat granaat over in een perovskietstructuur.
Behalve van de druk zijn fase-overgangen meestal ook afhankelijk van de temperatuur. Bij hogere temperaturen is voor sommige fase-overgangen een hogere druk nodig, voor andere juist een lagere druk. De mate waarin een fase-overgang van temperatuur en druk afhankelijk is wordt uitgedrukt door de Clapeyroncurve, dit is de richtingscoëfficiënt van de temperatuur-drukcurve voor de betreffende fase-overgang (dP/dT).

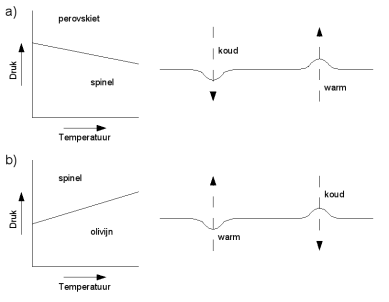
a) De spinel-perovskiet-overgang op 660 km vindt plaats bij een lagere druk (dus een geringere diepte) voor een hogere temperatuur, waardoor de overgang naar boven wordt gedeflecteerd voor warm, stijgend materiaal, en naar beneden voor koud, zinkend materiaal. Hierdoor wordt het materiaal afgeremd of zelfs tegengehouden. b) De olivijn-spinel-overgang op 410 km werkt in tegengestelde richting, waardoor materiaal juist versneld kan worden.

## Invloed opmantelconvectie
Vermoed wordt dat de seismische discontinuïteiten van de transitiezone grote invloed hebben op mantelconvectie en daardoor indirect op het proces van platentektoniek in de lithosfeer.
De discontinuïteiten op 410, 520 en 720 km diepte hebben een positieve Clapeyroncurve, zodat in warmere delen van de mantel deze discontinuïteiten op grotere diepte liggen. Bij omhoog gerichte stroming van warm materiaal (zoals in een mantelpluim) zal dit materiaal al op grotere diepte de betreffende fase-overgang ondergaan, en daardoor minder dicht worden. De geringere dichtheid zorgt ervoor dat het materiaal nog sneller zal opstijgen. Bij een naar beneden gerichte koude stroming (zoals bij stukken gesubduceerde korst) zal de fase-overgang naar een dichtere structuur op kleinere diepte plaatsvinden, zodat het materiaal sneller zal zinken.
Is de Clapeyroncurve echter negatief, zoals bij de 660-km-discontinuïteit, dan zal bij een koude neerwaartse stroming de fase-overgang op grotere diepte plaatsvinden, zodat het materiaal langer relatief licht blijft. In dat geval wordt de stroming juist afgeremd. Op vergelijkbare manier wordt ook warme, naar boven gerichte stroming bij dit type fase-overgang afgeremd.
Veel geochemische en natuurkundige modellen voor mantelconvectie gaan er daarom van uit dat de mantel bij de 660-km-discontinuïteit wordt gescheiden in twee apart convecterende etages: een boven- en een ondermantel. Doordat weinig uitwisseling tussen de twee plaatsvindt zou de chemische samenstelling van de twee sterk kunnen verschillen: de ondermantel wordt in zulke modellen geacht een "primitieve" samenstelling te hebben, terwijl de bovenmantel door interactie met de korst zijn vluchtige bestanddelen is kwijtgeraakt en door magmadifferentiatie verarmd is naar meer mafische samenstellingen.